# Sân thảm

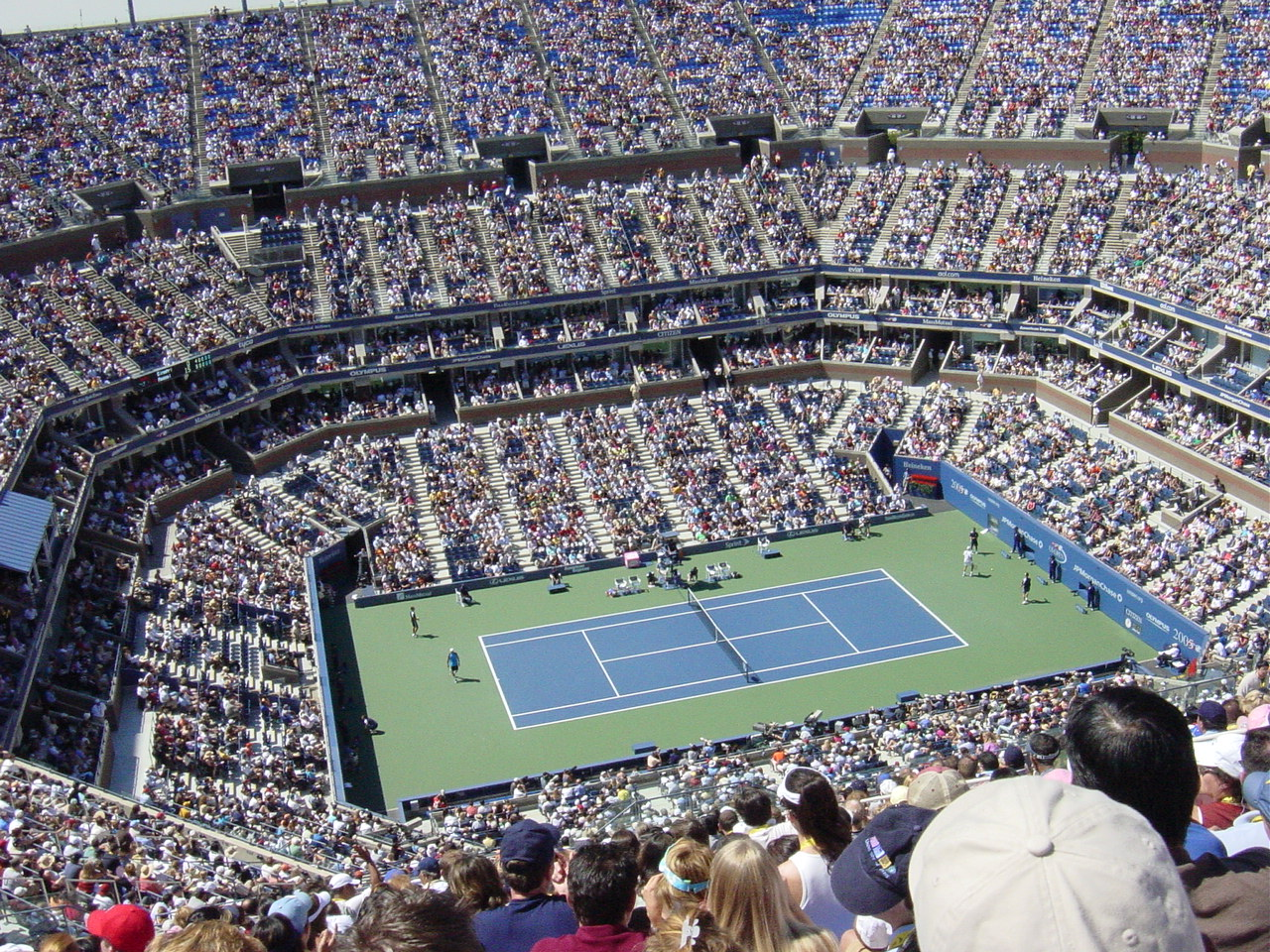
Sân vận động Arthur Ashe của Giải quần vợt Mỹ Mở rộng được chơi trên mặt sân thảm.

Sân thảm là một thể loại mặt sân quần vợt.

## Đặc điểm
Sân bằng thảm thường được dùng khi người ta mượn sân bóng rổ hay các sân thể thao khác trong nhà để tranh giải quần vợt. Ban tổ chức trải một loại thảm đặc biệt chế tạo cho quần vợt lên trên sân và dựng cột và lưới. Sân thảm thường có độ nảy trung bình nên thích hợp cho mọi loại đấu thủ.

## Giải đấu nổi tiếng
Giải đấu sân thảm nổi tiếng nhất là Giải quần vợt Mỹ Mở rộng, giải Grand Slam cuối cùng trong năm.